# Czyścica drobnokwiatowa
Czyścica drobnokwiatowa, miętka (Acinos arvensis) – gatunek rośliny z rodziny jasnotowatych. 

## Występowanie
Występuje w całej Europie, z wyjątkiem najdalszej północy. W Polsce pospolita w całym kraju.

## Morfologia

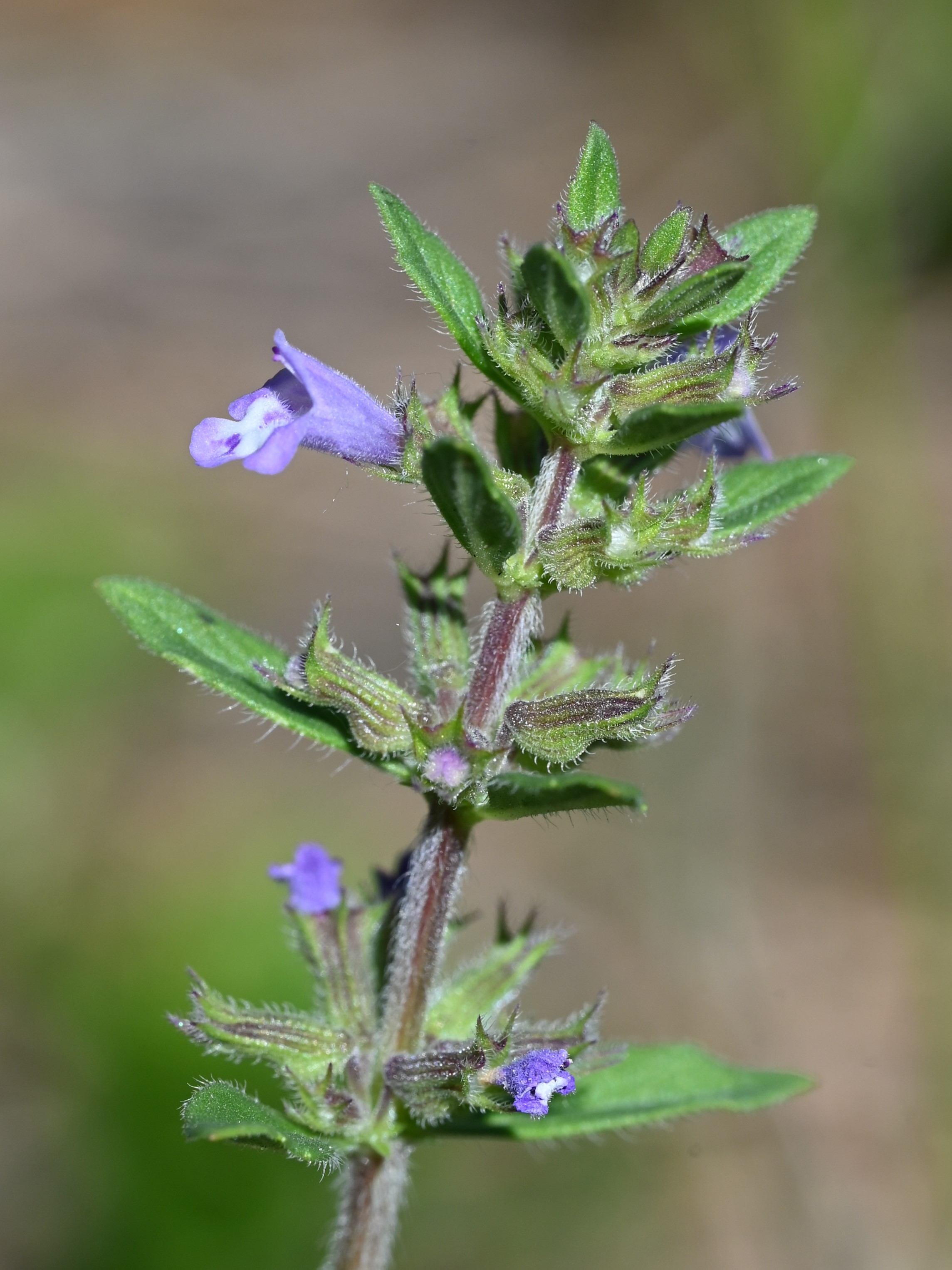
Kwiatostan

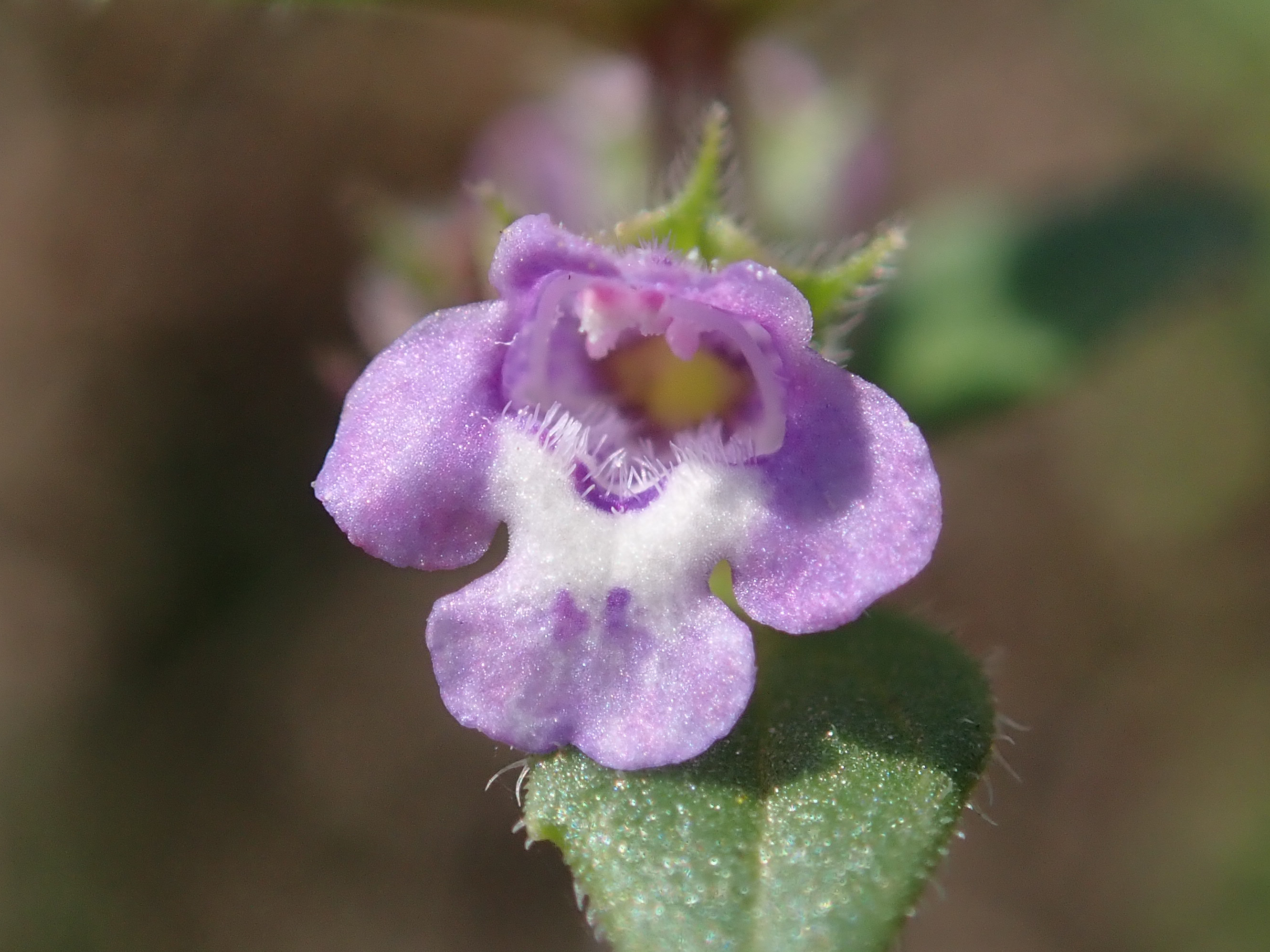
Kwiat

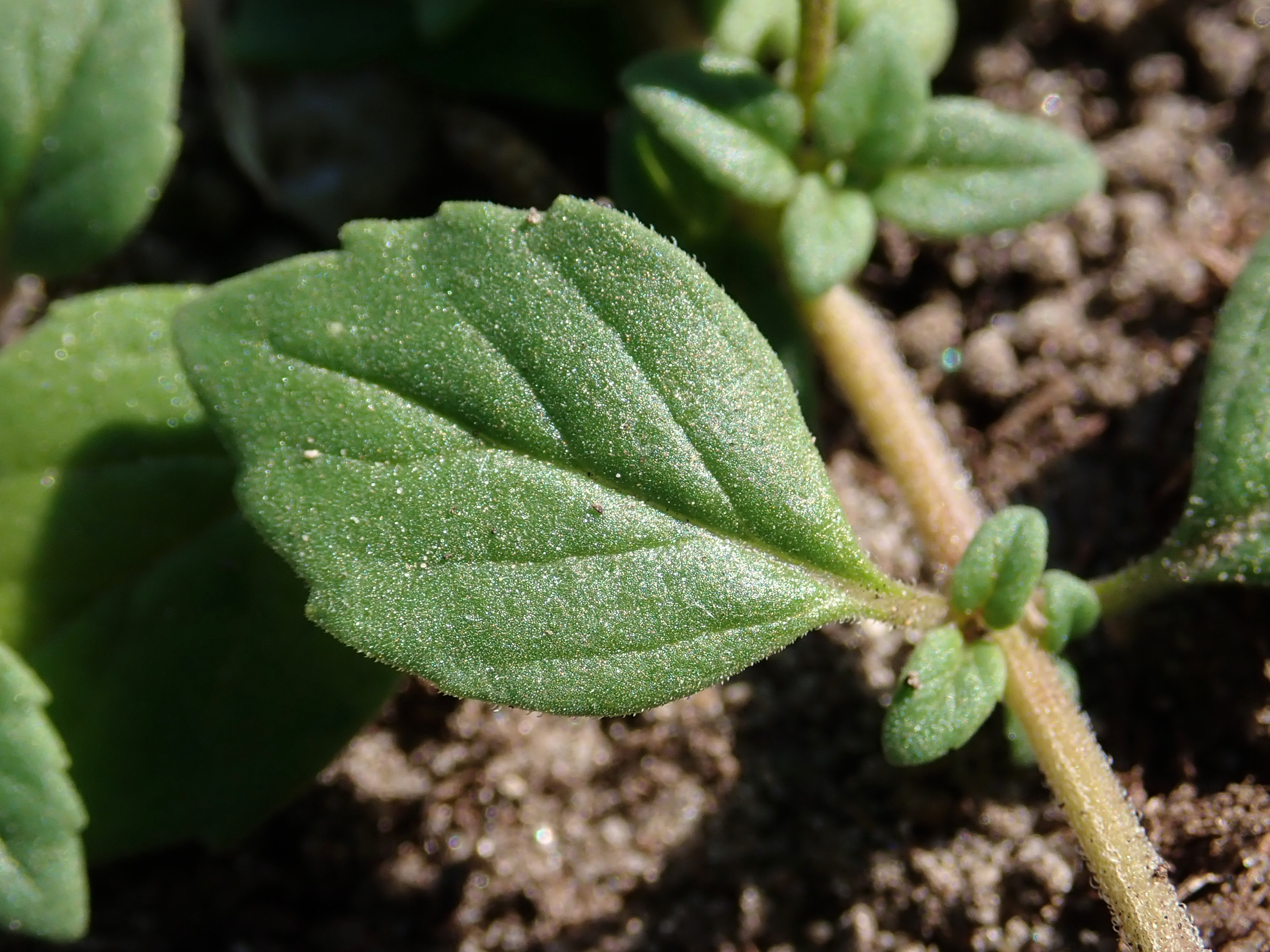
Liść

PokrójRoślina jednoroczna lub trzyletnia, podnosząca się, leżąca lub wzniesiona o wysokości od 10 do 40 cm.
ŁodygaPodnosząca się, leżąca lub wzniesiona.
LiścieKrótkoogonkowe, podługowato-jajowate, przeważnie całobrzegie, czasami słabo ząbkowane, o szerokości 0,3 do 1 cm i długości do 2 cm.
KwiatyWargowate, bladoliliowe lub fioletowe, o wardze z białym rysunkiem.

## Biologia i ekologia
Roślina jednoroczna, czasami trzyletnia. W Polsce kwitnie od czerwca do września. Kwiaty przedprątne, zapylane przez błonkówki. Rośnie na ugorach, zaroślach, w miejscach ciepłych, murawach ciepłolubnych. W klasyfikacji zbiorowisk roślinnych gatunek charakterystyczny dla Cl. Festuco-Brometea